# Zwietow
Zwietow (niedersorbisch Swětow) ist ein Ort im südbrandenburgischen Landkreis Oberspreewald-Lausitz. Zwietow ist Gemeindeteil von Gosda, das ein Ortsteil der Gemeinde Luckaitztal im Amt Altdöbern ist.

## Lage
Zwietow liegt sieben Kilometer südlich von Calau in der Niederlausitz im Naturpark Niederlausitzer Landrücken. Direkt im Osten grenzt Zwietow an den Ort Weißag, der wie Zwietow eine Ortslage von Gosda ist, das westlich des Ortes liegt. Weiter im Osten folgt Buchwäldchen, ein weiterer Ortsteil von Luckaitztal. Nördlich befindet sich der Calauer Ortsteil Werchow mit der Ortslage Cabel. Im Südosten grenzt der Ort an Luckaitz, eine Ortslage von Schöllnitz, das weiter im Südosten folgt. Im Südwesten grenzt Zwietow an die Gemeinde Bronkow.

## Geschichte

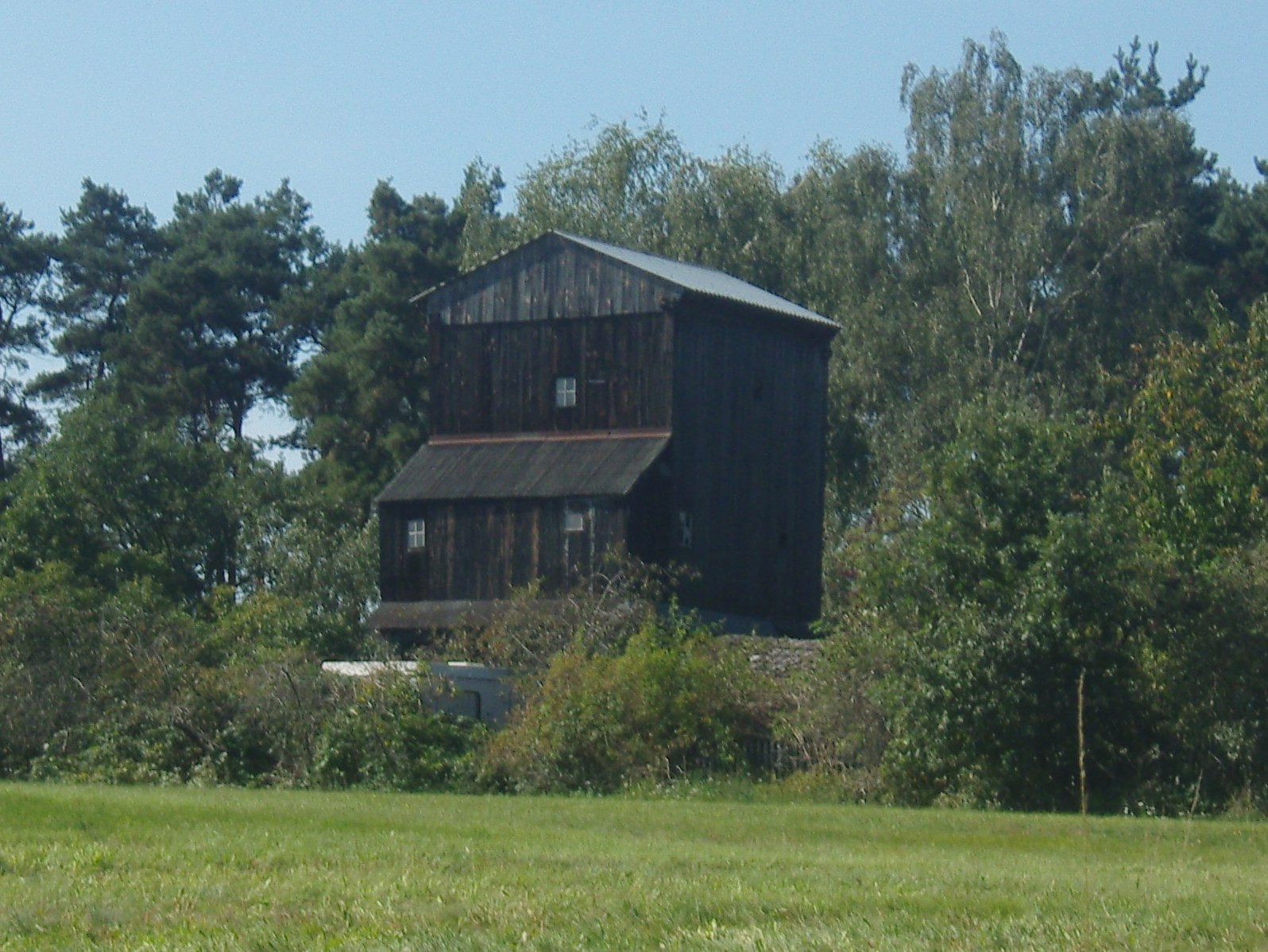
Ehemalige Bockwindmühle zwischen Zwietow und Gosda

Zwietow wurde als Sackgassendorf angelegt. Im Jahr 1403, drei Tage vor dem Fest Sankt Bartholomäi, wurde es erstmals als Schwieto erwähnt. Die Erwähnung erfolgte gemeinsam mit Weißag im Zusammenhang mit der Alten Mühle. Der Name leitet sich wohl vom niedersorbischen Swet ab, was Welt bedeutet. Dies kann in topographischer Bedeutung früher auch Lichtung bedeutet haben. Im 18. und 19. Jahrhundert wurde der Ort als Schwieto, Schwitto und Zwieto genannt. Das Dorf gehörte zum Besitz der Köckritzer in Drebkau. Da Zwietow und Weißag dicht beieinander liegen, nahm man an, dass sie ursprünglich einen Ort bildeten. Nach der angeblichen Trennung wurde das Dorf Zwietow mit dem sorbischen Wort Dwaj als das Zweite bezeichnet. Die Dörfer Zwietow, Gosda und Weißag nennt man auch Plinsdörfer.
Nachweislich eingepfarrt war Zwietow nach Calau ab 1718. Neben der Alten Mühle gab es in Zwietow noch die Fuchsmühle aus dem 15. Jahrhundert und eine Bockwindmühle, die auf einem Hügel zwischen Zwietow und Gosda stand. Die Alte Mühle musste für das Kloster Dobrilugk Buchweizen mahlen.
Im Ergebnis des Wiener Kongresses kam Zwietow an das Königreich Preußen. Der Ort gehörte zum preußischen Landkreis Calau. Nach dem Zweiten Weltkrieg blieb der Ort beim 1952 neugegründeten Kreis Calau und wurde am 1. September 1950 nach Gosda eingegliedert. In den 1980er Jahren lag Zwietow in einem Bergbauschutzgebiet des Feldes Calau-Süd im Lausitzer Braunkohlerevier und war durch die Devastierung bedroht. Nach der Wende wurden die Planungen zur Öffnung des Feldes wieder verworfen. Am 31. März 2002 schloss sich Gosda mit seinen Ortslagen Zwietow und Weißag mit den Orten Buchwäldchen, Muckwar und Schöllnitz zur Gemeinde Luckaitztal zusammen. Kirchlich gehört Zwietow zur Kirchengemeinde Bronkow im Kirchenkreis Niederlausitz.

### Einwohnerentwicklung
| Einwohnerentwicklung in Zwietow von 1818 bis 1950 | Einwohnerentwicklung in Zwietow von 1818 bis 1950 | Einwohnerentwicklung in Zwietow von 1818 bis 1950 | Einwohnerentwicklung in Zwietow von 1818 bis 1950 | Einwohnerentwicklung in Zwietow von 1818 bis 1950 | Einwohnerentwicklung in Zwietow von 1818 bis 1950 |
| Jahr                                              | Einwohner                                         | Jahr                                              | Einwohner                                         | Jahr                                              | Einwohner                                         |
| ------------------------------------------------- | ------------------------------------------------- | ------------------------------------------------- | ------------------------------------------------- | ------------------------------------------------- | ------------------------------------------------- |
| 1818                                              | 58                                                | 1890                                              | 95                                                | 1933                                              | 95                                                |
| 1846                                              | 65                                                | 1900                                              | 110                                               | 1939                                              | 95                                                |
| 1871                                              | 93                                                | 1910                                              | 99                                                | 1946                                              | 98                                                |
| 1875                                              | 82                                                | 1925                                              | 100                                               | 1950                                              | 89                                                |

## Kultur und Sehenswürdigkeiten
Die heute noch funktionsfähige Alte Mühle in Zwietow wurde erstmals 1403 erwähnt. Sie ist eine Buchweizen-, Getreide- und Schneidemühle. Seit 1850 befindet sie sich im Besitz der Familie Seidel. Bis 1960 wurde das Mahl- und Schneidewerk von je einem Wasserrad angetrieben, danach zerfielen sie. Heute wird die Mühle elektrisch betrieben. Geplant ist es, die Mühle wieder mit Wasserkraft zu betreiben.
Im Ort befindet sich ein Kriegerdenkmal an der Hauptstraße vor einer alten Eiche.

## Wirtschaft und Infrastruktur
Westlich des Ortes verläuft die Bundesautobahn 13. Durch Zwietow verläuft der Radwanderweg Niederlausitzer Kreisel.
Südlich des Ortes liegt der Flugplatz Bronkow.